# Ольтен
О́льтен (нім. Olten) — найбільше місто у швейцарському кантоні Золотурн, окружний центр. Місто є одним з найважливіших залізничних вузлів Швейцарії.

## Назва
Назва Ольтен походить від середньовічної назви Oltun, яка, ймовірно, наслідує латинську назву Olodunum, що, у свою чергу, складається з галльського слова dunum (фортеця) та префікса olo-, що, можливо, походить від гідроніму.

## Географія
Ольтен лежить у цирку по обидва боки річки Ааре біля південного підніжжя Юрських гір, між південним пасмом Складчастої Юри та скелями Борн, Енгельберг і Зелі, причому остання вважається міською горою Ольтену. На півдні до Аарської ущелини між Борном і Зелі належить половина Ааре, Руттігерталь, а також район Руппольдінген південніше від Борна. Між Борном і пасмом Юри лежить південно-східна частина рівнини Гой. У районі міста протікає річка Дюннерн.
Місто розташоване на відстані близько 60 км на північний схід від Берна, 33 км на північний схід від Золотурна.
Ольтен має площу 11,5 км², з яких на 40,5% дозволяється будівництво (житлове та будівництво доріг), 12,7% використовуються в сільськогосподарських цілях, 41,8% зайнято лісами, 5,1% не є продуктивними (річки, льодовики або гори).

## Історія

### Рання доба
Існування ранніх печерних поселень часів кам'яної доби підтверджується знахідками в Залігелені, також з цими поселеннями пов'язується знахідка мамута. У районі міста добувалися багаті поклади кремню, що використовувався як сировина для інструментів. Біля Ольтену виявлені значні археологічні знахідки мадленської культури (14—12 тис. р. до нашої ери). Знайдені артефакти мезоліту та неоліту, але немає слідів поселень і немає керамічних знахідок, пам'яток бронзової та залізної доби також дуже мало.

### Римська доба
Численні археологічні знахідки підтверджують існування важливого римського поселення на плато в центрі сучасного Ольтену, назва якого, однак, не була передана жодним записом. Між річкою Ааре та вулицею Baslerstrasse, на перетині доріг з міста Авентикум до військового табору Віндонісса, знаходилося невелике римське поселення. У міських районах Im Grund та Römerpark розташовані масивні руїни римських заміських будинків I сторіччя нашої ери. У давнину римляни, як і в Золотурні, побудували укріплену фортецю (ймовірно для оборони переходу через річку). Навколишня стіна служила в добу Високого Середньовіччя фундаментом міської стіни. Через численні римські знахідки в місті, нова вулиця Quartierstrasse на північ від монастиря капуцинів наприкінці XIX сторіччя отримала назву Römerstrasse (римська вулиця).

### Середньовіччя
Хоча підтверджено існування більш раннього поселення, заснування Ольтену приписується графам Фробурґам. Середньовічне поселення було побудовано на фундаменті римської фортеці. Вперше Ольтен згадується 1201 року під назвою Олтун. У XIII сторіччі місто належало графам Фробургам, в 1377 році перейшло до Кібургів.
У 1383 році місто було під облогою Берну та Золотурну, проте через негоду осаду було знято. З'явилися чутки, що негода була накликана відьмою. Незабаром після цього в Нідербіппі була заарештована жінка, яку прозвали «Ольтенською відьмою». Їй вдалося врятуватися від спалення на вогнищі лише завдяки тому, що жінки місцевих радників заступилися за неї.
У 1384 році Ольтен перейшов до володінь Габсбургів. У 1407 році Ольтен перейшов під управління Базелю, який інвестував в інфраструктуру міста, яка згодом була знищена під час пожеж 1411 і 1422 років. В останній пожежі згорів весь міський архів, тому документи того часу недоступні. Базель втратив інтерес до відновлення міста після пожежі 1422 року і в 1426 році продав поселення Золотурну. У 1532 році єпископ Базеля придбав Ольтен у Золотурну за 1 800 гульденів.

### Новий час
У 1611 році в місті спалахнула чума, що унесла життя до чотирнадцятьох ольтенців.
У 1653 році Ольтен втратив свій міський статус як покарання за підтримку повстанців у швейцарській селянській війні. Це вилилося в довготривалу традицію опору жителів місцевій владі. У 1798 році містяни вітали французькі війська як визволителів. Лише 12 листопада 1800 року влада Гельветійської Республіки повернула Ольтену міські права. У 1814 році Золотурн придушив чергове повстання ольтенських патріотів проти реставрації в Швейцарії.
У 1850-х роках Ольтен став важливим залізничним вузлом Швейцарії. Сьогодні в міському вокзалі зберігся камінь нульового кілометру, від якого розраховувалася вся мережа швейцарської залізниці.

### Світові війни
У роки Першої світової війни в районі фортеці Гауенштайн (Візенберг—Гауенштайн—Іфенталь—Бельхен) була створена система фортифікацій довжиною 50 км із понад 150 гарматними позиціями. У Ольтені були розміщені підрозділи тилового забезпечення (72 000 військовослужбовців і 10 000 коней).
У 1918 році в місті лідер швейцарського робітничого руху Роберт Грімм заснував Ольтенський комітет. Страйк відбувся мирно.
Під час Другої світової війни в Ольтені знов було розміщено понад 60 000 військовослужбовців. Окрім того, в Ольтені перебувало більше 18 000 біженців та інтернованих. Аеродром Гайд був зайнятий ескадрою з п'яти літаків Messerschmitt.

## Населення

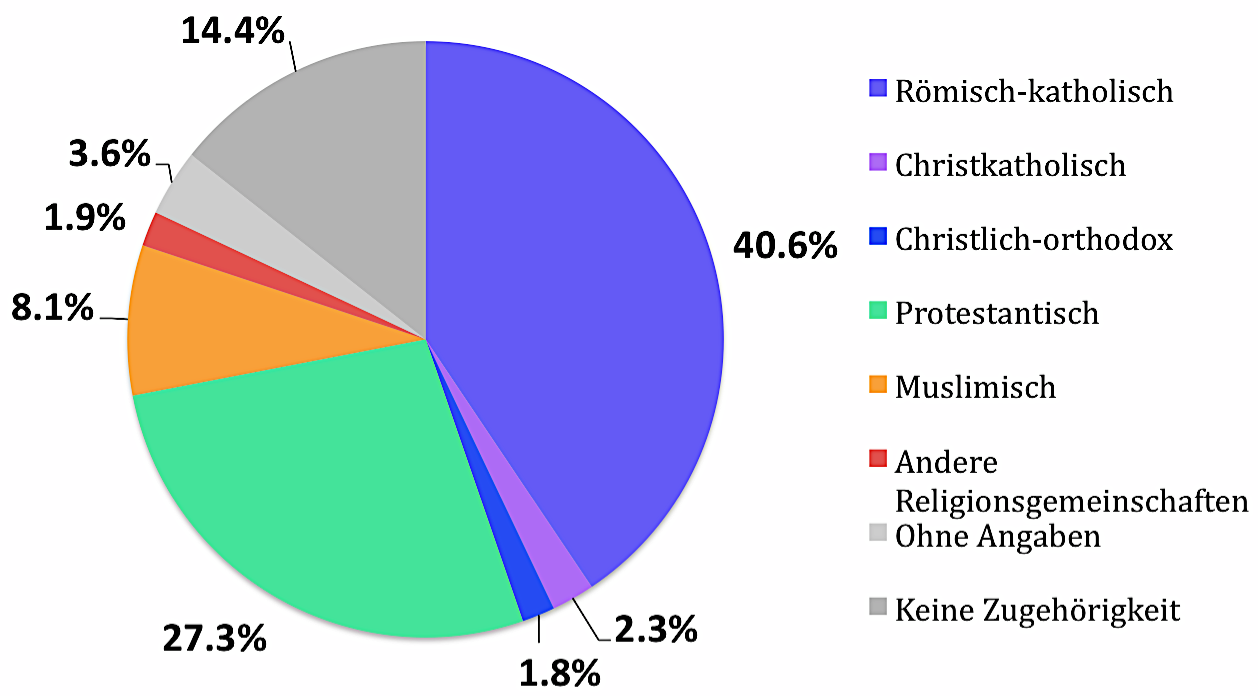
Релігія в Ольтені (перепис 2000 року)

2019 року в місті мешкало 18 399 осіб (+8,3% порівняно з 2010 роком), іноземців було 29,3%. Густота населення становила 1601 осіб/км².
За віковим діапазоном населення розподілялося таким чином: 16,3% — особи молодші 20 років, 65,1% — особи у віці 20—64 років, 18,6% — особи у віці 65 років та старші. Було 9243 помешкань (у середньому 1,9 особи в помешканні).
Із загальної кількості 22 016 працюючих 8 було зайнятих в первинному секторі, 2477 — в обробній промисловості, 19 531 — в галузі послуг.
Населення Ольтену зменшувалося протягом багатьох десятиліть, з 21 209 (1970) до 18 863 (2016). Це пов'язано з деіндустріалізацією міста, а також із типовими для Швейцарії процесами субурбанізації. За останні роки населення міста знову трохи збільшилося. За реалізації проєкту розвитку міста Olten SüdWest до міста мають переїхати 2—3 тисячі нових мешканців. У межах Ольтенської агломерації проживає щонайменше 100 000 людей у 26 громадах.
За переписом населення у грудні 2000 року частина іноземців становила 26 %, більшість з них складали італійці та представники балканських національностей.
Раніше населення Ольтену сповідувало переважно католицтво. Через імігрантів з інших частин Швейцарії кількість католиків зменшилася та у грудні 2004 року склала 41 %. 26 % ольтенців сповідувало протестантизм. 12 % не належать до жодної конфесії.
Попри те, що старокатолики становлять усього 2 % населення Ольтену, місто має велике значення для старокатолицької церкви: тут, у міській церкві, завдяки Вальтеру Мунцігеру, виникла перша швейцарська старокатолицька громада; 1875 року в Ольтені відбувся перший національний синод старокатоликів, 1876 року ольтенського священника Едуарда Герцога було обрано першим старокатолицьким єпископом. Також сьогодні в Ольтені розташована одна з найбільших старокатолицьких громад Швейцарії.
На межі з Трімбахом розташована громада Спілки апостольських християн, а також швейцарська громада церкви.

## Релігії та церкви
Костел Святого Мартина

## Економіка

### Промисловість
Індустріалізація ольтенського регіону, що почалася в середині XIX сторіччя, призвела до відкриття багатьох підприємств і філіалів:
- 1845 — Lindt & Sprüngli (Schweiz) AG
- 1855 — Центральні майстерні Швейцарських центральних залізниць в Ольтені, пізніше Головні майстерні Швейцарських федеральних залізниць в Ольтені, сьогодні Ольтенський завод Швейцарських федеральних залізниць
- 1866 — Giesserei von Roll
- 1866 — Schuhfabrik Strub und Glutz
- 1868 — Maschinenfabrik Louis Giroud
- 1888 — Steinbaukasten Dr. Richter AG
- 1898 — Seifenfabrik Helvetia, 1909 року перейменована на Seifenfabrik Sunlight, перше континентальне європейське дочірнє підприємство Lever Brothers
- 1901 — Lampenfabrik Pfändler
- 1903 — R. Nussbaum AG
- 1904 — Berna
- 1906 — Glashütte Maetz und Söhne
- 1911 — Nago
- 1917 — OLMA

Сьогодні існують лише декілька фірм з цього списку: Giroud-Olma AG як злиття двох згаданих вище підприємств, а також R. Nussbaum AG.

### Медіа
- Dietschi AG, видавець місцевої газети Oltner Tagblatt
- Walter Verlag, 1992 року під контролем Patmos-Verlag
- Видавництво Schweizerisches Jugendschriftenwerk було засновано в Ольтені 1931 року.

### Інші підприємства
- Atel Holding, 2009 року увійшло в енергетичний концерн Alpiq Holding із штаб-квартирою в Лозанні й Ольтені
- Swiss Prime Site, товариство з інвестицій у нерухомість
- CWA Constructions AG
- Stirnimann AG
- arnold systems ag
- Euböolithwerke AG
- M. von Arx GmbH
- EAO Schweiz AG

### Проституція
Протягом багатьох років Ольтен мав так звану «найдовшу вулицю червоних ліхтарів Швейцарії». Рішенням міської ради Ольтену 1992 року двокілометрова вулиця Industriestrasse стала офіційно дозволеною зоною для зайняття проституцією. У жовтні 2004 року міська рада вирішила припинити проституцію в цьому районі, аби створити більш комфортне оточення для існуючих підприємств і нових інвесторів. Від початку 2005 року проїзд вулицею між 20 та 5 годинами заборонений. Поліцейські патрулі проганяють повій і їхніх клієнтів. Така стратегія принесла поки що лише частковий успіх. Проституція перебралася до сусідньої вулиці Haslistrasse, де вона сприймається менш критично.

## Транспорт
Ольтен, будучи важливим залізничним вузлом, є типовим залізничним містом. Велика залізнична мережа та Ольтенський вокзал розташовані на схід від річки Ааре. У місті сполучаються напрямок Базель–Мілан з півночі на південь (Гауенштайн, Готтардська залізниця), напрямок Женева–Санкт-Галлен із заходу на схід (залізниця Ольтен–Берн, залізниця підніжжя Юри), а також регіональні напрямки. Великий помітний вокзал 1903 року з критими платформами є вузловою станцією в системі Швейцарських федеральних залізниць, тому кожну годину чи півгодини курсують потяги всіх сполучень. Це дозволяє мандрівникам робити швидкі та зручні пересадки. Контроль ведеться поїзними диспетчерами з будівлі СЦБ, яка розташована біля перонів. Від 1 березня 2015 року місцева система СЦБ оперує північними напрямками з Готтарду та Сімплону, а також напрямком із заходу на схід.
Крім того, Швейцарські залізниці утримують також сортувальну станцію на північ від вокзалу, що порівняно мала та від 1927 року більше не містить сортувальної гірки; від 2008 року розвантажування потягів на станції припинено, окрім деяких підприємств технічного обслуговування, серед яких Industriewerk SBB, що раніше називалося Центральні майстерні. Навесні 2011 року SBB Cargo International перенесло свою штаб-квартиру до Ольтену, біля станції.
На південь від міста пролягає автобан A1 із Цюриху в Берн, на захід — автобан A2 до Базелю повз Бельхенський тунель. Ольтен страждає від транзитного проїзду. У годину-пік часто утворюються затори на головних вулицях у центрі міста. 2013 року була відкрита велика об'їзна дорога («Entlastung Region Olten»), що повинна зменшити трафік всередині міста.
Автобусна компанія Busbetrieb Olten Gösgen Gäu має густу мережу автобусного сполучення в місті та в околицях. Швейцарська пошта виконує маршрут у Вольфвіль й Ензінген.

## Наука та культура
Ольтен є важливим містом з погляду освіти. У місті розташовані університет прикладних наук Північно-Західної Швейцарії із фахами економіка, прикладна психологія, соціальна робота, а також інститут оптометрії (підрозділ вищої технічної школи), Ольтенський центр професійної освіти, Ольтенська кантональна школа, освітній центр лікувальної педагогіки hpsz. Крім цього, існує багато приватних шкіл.
Діє міська бібліотека, однак центральна бібліотека в Золотурні має ширший вибір.
З 1816 року кожні два роки відзначається «Ольтенське шкільне свято» (нім. Oltner Schulfest), завжди на вихідних перед початком літніх канікул, сьогодні в непарні роки, із великим недільним парадом.

### Театр
Ольтенський міський театр є щорічним місцем проводження «Ольтенських днів кабаре». Крім цього, в Ольтені існують малі театри, як, наприклад, Ольтенський театр-студія.

### Музеї
В Ольтені розташовано чотири музеї: історичний, мистецький, міський природничий і кантональний археологічний. Усі чотири музеї розташовані на межі старого міста Ольтену біля міської церкви.
Мистецький музей Ольтену відкрився 1902 року — його експозиція містить зібрання робіт відомого ольтенського художника Мартіна Дістелі. До 1964 року музей називався «Музеєм Дістелі»; сьгодні в ньому є колекція малюнків і графічних робіт XIX століття, а також експозиція сучасного мистецтва.
З осені 2019 року три інші музеї розташовані в «Будинку музеїв». Вони тісно співпрацюють між собою, але незалежні в питаннях колекціонування, експозиції та управління. Тематично будинок музеїв поділяється на експозицію археологічних знахідок у кантоні Золотурн, історичну експозицію міста й кантона, а також виставку природознавства й біологічного розмаїття місцевого, регіонального й кантонального рівня.
Історичний музей організовує проєкти з посередництва з історії культури й міста. Віднедавна у так званій «історичній майстерні» для широкого загалу є можливість дізнатися про закулісні аспекти роботи. До виставки належать численні архіви світлин деяких ольтенських фотографів, зокрема Франца Глоора, Вернера Рубіна й Томаса Ледергербера, а також золотурнського індустріального фотографа Роланда Шнайдера.

### Культурні заходи
З 2006 по 2015 рік щолистопада відбувався Ольтенський книжковий ярмарок. Уперше цей захід відбувся 1946 року. Протягом декількох років книжковий ярмарок використовував приміщення швейцарського книжкового центру в Геґендорфі, що утворився 1882 року в Ольтені під іншою назвою. 2017 року Ольтенський книжковий фестиваль було відроджено, відтоді він знову проходить щолистопада.
Також щолистопада з 1996 року проводяться «Ольтенські танцювальні дні», які організовує спілка Tanzinolten, присвячені професійному сучасному танцю на міжнародному рівні.
З 2012 року щогрудня, під час Адвенту, з 1 по 23 грудня місцеві культурні організатори влаштовують захід 23 Sternschnuppen: щодня організовують півгодинний захід-несподіванку: музика, танці, вистава, кабаре, читання, кінопоказ тощо.

## Галерея

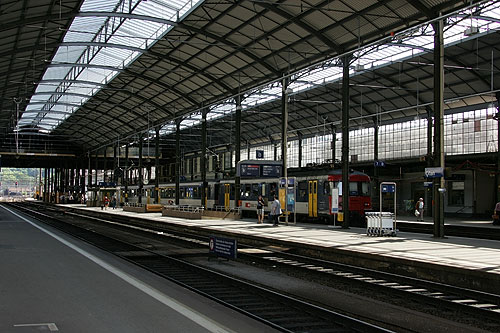
Вокзал
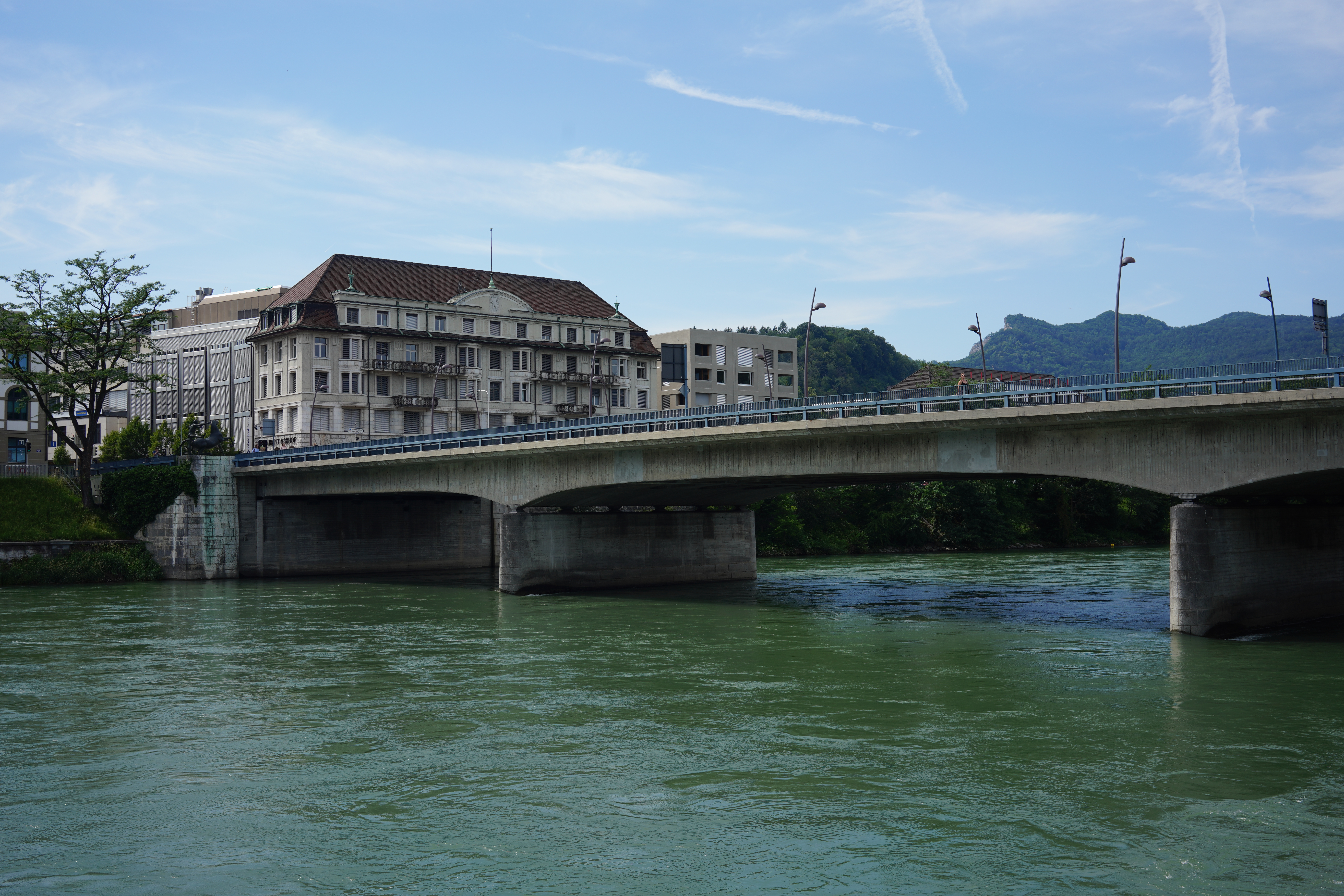
Вид з залізничного вокзалу на річку Ааре
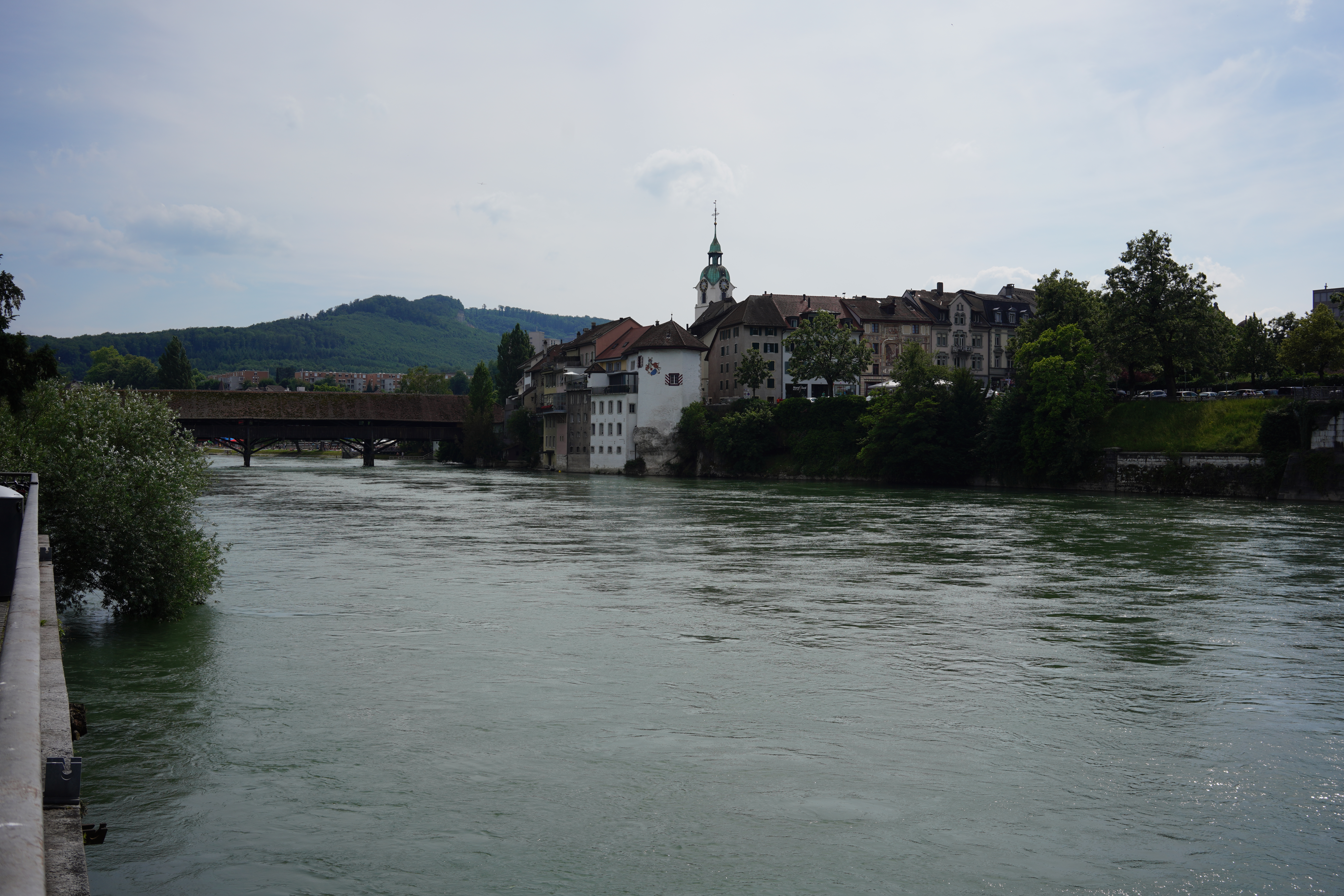
Вид з залізничного вокзалу ліворуч на річку Ааре
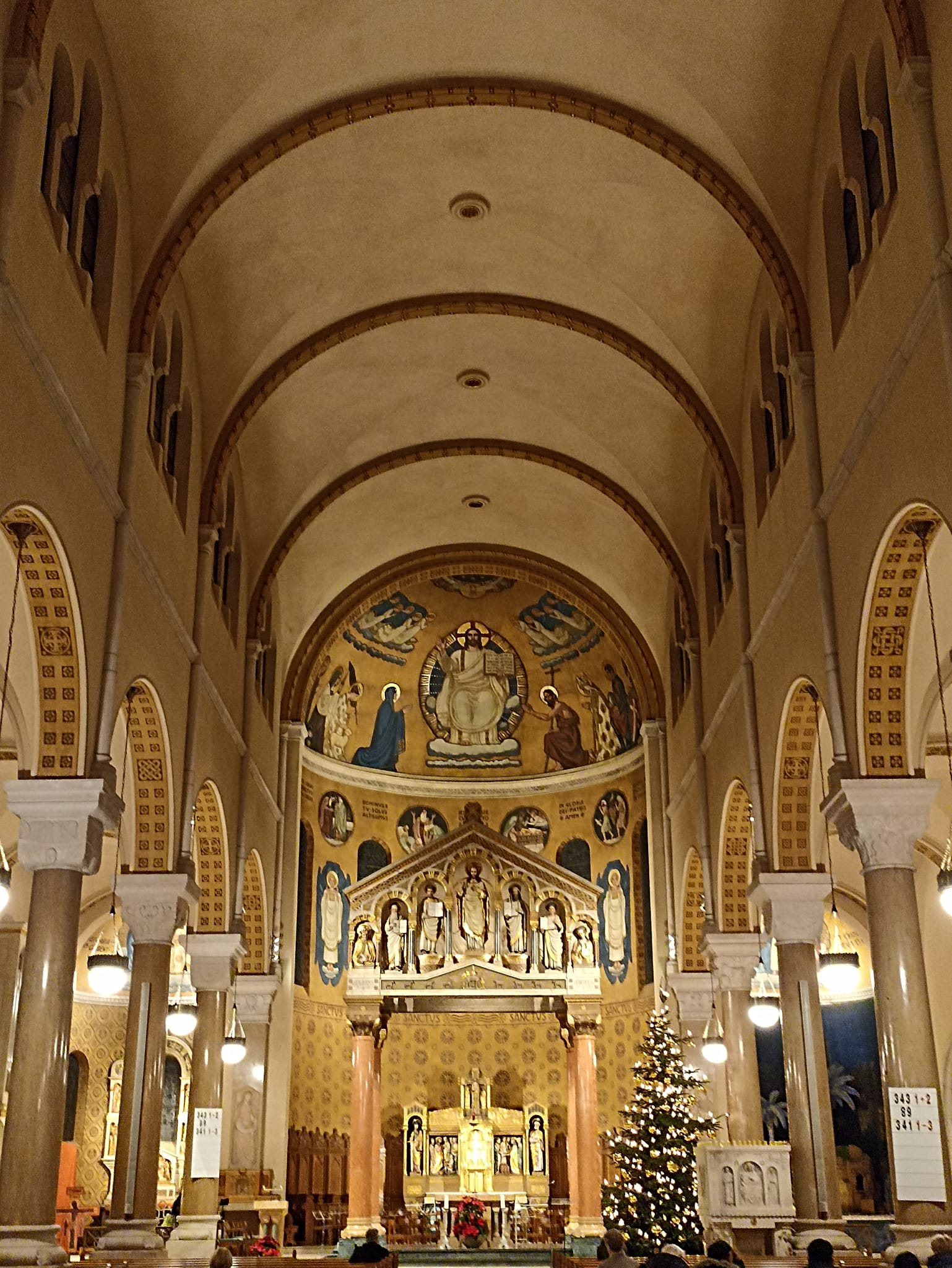
Костел Святого Мартина, Різдво, 2023 рік